# Romuleisches Jahr

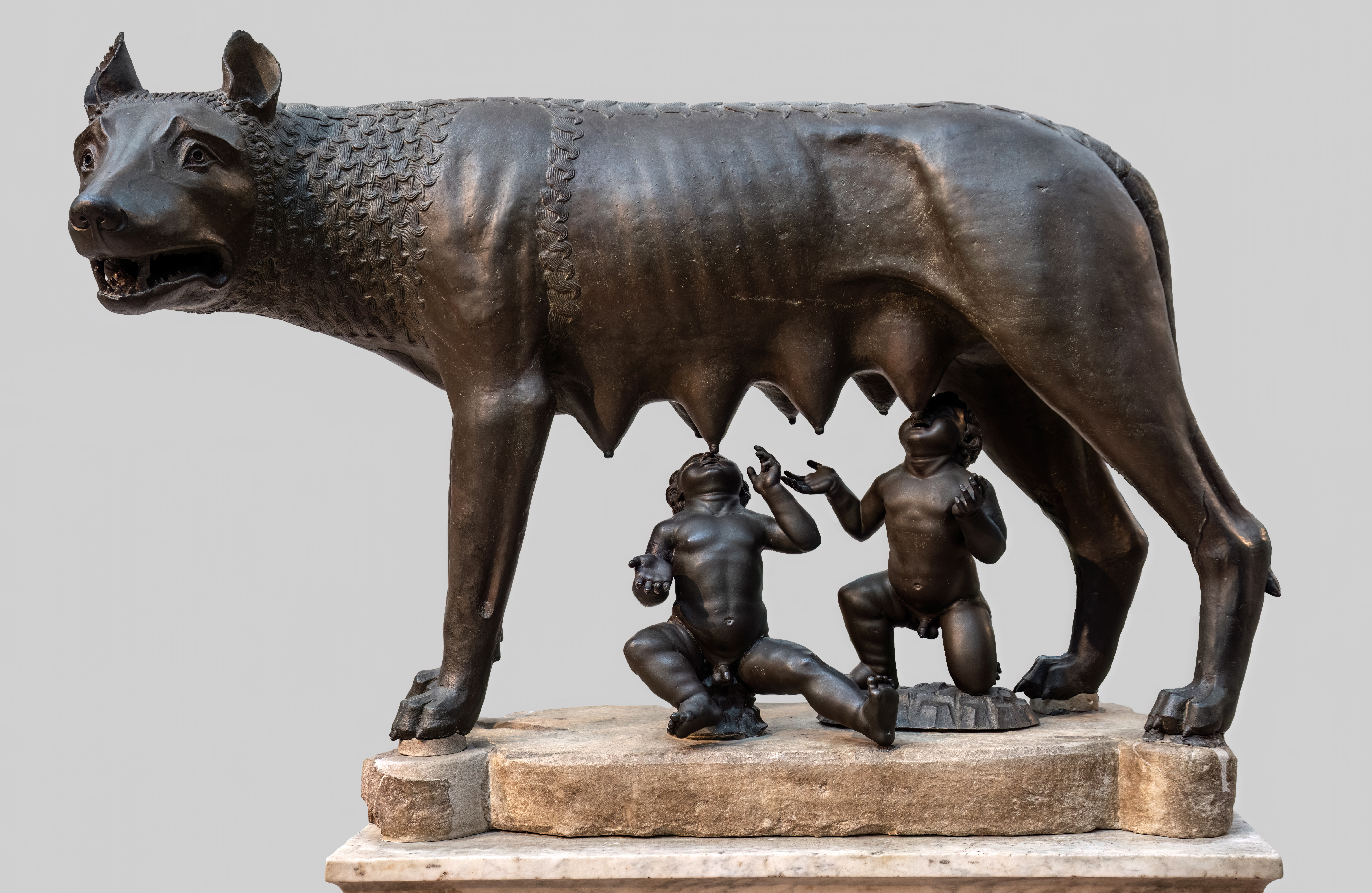
Die kapitolinische Wölfin säugt Romulus und Remus (diese wurden später zu der Figur hinzugefügt)

Mit Romuleisches Jahr bezeichnen antike Historiker die einzelnen Kalenderjahre des römischen Kalenders in der Königszeit des sagenhaften Romulus, bevor der legendäre König Numa Pompilius gegen Ende des achten vorchristlichen Jahrhunderts den römischen Kalender modifiziert haben soll.
Zeitgenössische Belege für das romuleische Jahr fehlen vollständig. Es soll gemäß der Überlieferung als zehnmonatiges Jahr den Zeitraum von März bis Dezember, mit insgesamt 304 Tagen umfasst haben. Die Monate Ianuarius und Februar wurden erst später hinzugefügt unter Numa Pompilius als elfter und zwölfter Monat, der römische Kalender begann jedoch bis spät in die Kaiserzeit mit dem Monat März. Die Berechnung der Länge des romuleischen Jahres basiert als Anachronismus auf den Angaben des julianischen Kalenders ab Augustus im Jahr 8 v. Chr.
Das von den Etruskern benutzte Mondjahr zählte für zehn Monate 295 bis 296 Tage, der später modifizierte römische Kalender für den Zeitraum von Ianuraius bis October 297 Tage. Aufgrund dieser Vorgaben erweist sich das romuleische Zehnmonatsjahr als ein auf unhistorischer Grundlage nachträglich erstelltes Konstrukt.